# Борисовский, Вадим Васильевич
Вади́м Васи́льевич Борисо́вский (1900—1972) — советский альтист, исполнитель на виоли д’амур, педагог, профессор Московской консерватории. Основоположник советской школы игры на альте, автор множества переложений и вдохновитель сочинений для него, Борисовский сыграл важнейшую роль в становлении репутации альта как полноправного сольного инструмента. Народный артист РСФСР (1965).

## Биография
Вадим Борисовский родился 7 (19 января) 1900 года в Москве. Он был потомком двух богатых купеческих родов: его дедом по материнской линии был «водочный король» Пётр Смирнов, по отцовской линии он происходил из  семьи табачных фабрикантов Бостанжогло. Музыкой ― игрой на фортепиано и скрипке ― начал заниматься в раннем детстве. Получив гимназическое образование, блестяще владел несколькими современными и древними языками, по настоянию матери начал изучать медицину в университете, но втайне продолжал заниматься музыкой.
В 1918 году поступил в Московскую консерваторию в класс скрипки Михаила Пресса, но, заинтересовавшись игрой на альте, год спустя перешёл в класс Владимира Бакалейникова и в 1922 году первым из выпускников консерватории окончил её как альтист (до того в консерватории существовал лишь класс «обязательного альта» для скрипачей). Имя Борисовского, как окончившего обучение с отличием, занесено на мраморную доску почёта консерватории.
В 1923 году Борисовский стал музыкантом только что созданного Струнного квартета Московской консерватории (с 1931 года ― квартет имени Бетховена), где до 1964 года бессменно исполнял партию альта. С 1923 по 1971 год Борисовский вёл «Журнал-дневник работы Квартета», отмечая выступления, гастроли и иные события, связанные с работой коллектива.
С 1925 года, после отъезда Бакалейникова за границу, Борисовский принял его класс альта в консерватории. В 1931 году под давлением РАПМ, члены которой считали существование отдельного класса альта нецелесообразным, класс был закрыт, а ученики Борисовского ― переведены в класс скрипки (но продолжали тайно заниматься у своего учителя дома). Год спустя, после роспуска РАПМ, класс был возобновлён, в 1935 году Борисовский получил звание профессора.
После успешного выступления квартета Московской консерватории на двух всесоюзных конкурсах (оба раза квартет получал I премию) музыканты получили право на гастроли в Германии (1927), где также были тепло приняты публикой и критиками. В этой же концертной поездке молодой альтист познакомился с музыковедом Вильгельмом Альтманом, совместно с которым в дальнейшем составил первый в истории каталог сочинений, написанных для альта и виоли д’амур, изданный в Германии в 1937 году. Эту работу резко раскритиковал в газете «Правда» Георгий Хубов, обвинивший Борисовского в сотрудничестве с фашистами , несмотря на то, что каталог был подготовлен ещё до прихода фашистов к власти, в 1932 году, и издание задержалось по независящим от авторов причинам. Готовились и дальнейшие обвинения в «политической беспечности» не только в адрес Борисовского, но и всего руководства консерватории. От серьёзных последствий музыканта спасло заступничество Вячеслава Молотова.
В 1946 году в составе Квартета имени Бетховена был удостоен Сталинской премии первой степени, в 1965-м ― звания «Народный артист РСФСР». В 1959–1972 ― заведующий кафедрой альта и арфы Московской консерватории. За время работы в консерватории подготовил множество альтистов, продолживших карьеру как солисты, артисты квартетов и оркестров. Среди его учеников ― Рудольф Баршай, Фёдор Дружинин, Евгений Страхов, Игорь Богуславский, Михаил Толпыго и многие другие.
Вадим Борисовский умер 2 июля 1972 года, похоронен в Москве на Введенском кладбище (участок 15).

## Творческое сотрудничество
Ещё в 1923 году Борисовский заочно познакомился с Паулем Хиндемитом ― композитором, который блестяще владел альтом и написал для этого инструмента ряд сочинений. Борисовский стал, вероятно, первым исполнителем его музыки в СССР, а во время гастролей в 1927-м встретился с композитором лично. Несмотря на уважение к Хиндемиту, его творческие взгляды на исполнительство оказались неблизкими Борисовскому, но сам Хиндемит высоко ценил мастерство Борисовского, называя его «председателем Мирового союза альтистов».
Многолетняя дружба связывала Вадима Борисовского с Дмитрием Шостаковичем. В составе квартета имени Бетховена Борисовский участвовал в премьерах почти всех его квартетов (кроме Первого и Пятнадцатого), а также Фортепианного квинтета (партию фортепиано играл сам композитор). Шостакович посвятил ему свой Тринадцатый квартет с развёрнутой сольной партией альта. В 2017 году в архиве Борисовского было найдено неизвестное ранее сочинение Шостаковича ― Экспромт для альта и фортепиано, написанный в 1931 году (при этом посвящение Экспромта адресовано другому альтисту ― Александру Рывкину). Борисовскому посвящён ряд сольных сочинений для альта (сонаты Владимира Крюкова, Николая Рославца, Сергея Василенко; «Пролог» Александра Крейна и другие).

## Исполнительская деятельность
С первых лет учёбы в консерватории Борисовский работал в московских театральных оркестрах (в 1919–1924 ― в Малом театре; в 1920–1923 ― в Большом театре, где c 1922 занимал пост концертмейстера группы альтов), однако затем переключился на сольную и ансамблевую работу. В 1922 году он вместе с Константином Игумновым сыграл первый сольный концерт в Малом зале Московской консерватории.
В его репертуаре была вся классическая альтовая литература ― как оригинальные сочинения, так и переложения. Сам Борисовский отредактировал и переложил для альта более 300 сочинений различных авторов ― от эпохи барокко до современных композиторов, в том числе виолончельные сонаты Рахманинова, Мясковского, пьесы из балета «Ромео и Джульетта» Прокофьева и другие. Под редакцией Борисовского была издана на русском языке школа игры на альте Антонио Бруни. Среди оригинальных сочинений самого Борисовского часто исполняется «Сицилийская тарантелла» («Вулкан») для альта и фортепиано.
Настоящим открытием Борисовского стало возрождение к жизни альтовой сонаты Михаила Глинки, рукопись которой более века находилась в Императорской библиотеке Петербурга и оставалась неизвестной публике. Борисовский отредактировал текст сонаты и завершил недописанную Глинкой II часть; в 1932 году он впервые исполнил сонату вместе с пианисткой Еленой Бекман-Щербиной, тогда же её ноты в редакции Борисовского были изданы в Музгизе и в издательстве Universal Edition в Вене. Сонату Глинки Борисовский часто включал в программы концертов, а в 1951 году записал её в ансамбле с Александром Гольденвейзером .
В поисках полнозвучного инструмента, на котором можно было бы исполнять музыку, не теряя качества звучания, Борисовский сотрудничал со скрипичным мастером Тимофеем Подгорным, конструировавшим альты крупного размера, более близкие к акустически правильным пропорциям. До 1936 года Борисовский играл на альте «Аполлон» Подгорного, затем приобрёл инструмент мастера Гаспаро да Сало (Гаспаро Бертолотти), который также отличался большим размером корпуса (470 мм; для сравнения: принятый в 1960 году мировой стандарт составляет 420 мм), но позволял получать глубокий и яркий звук .
Вадим Борисовский стоял у истоков возрождения в СССР старинной музыки и одним из первых в стране, ещё в 1920-е годы, стал играть на виоли д’амур — инструменте, возникшем в XVII столетии, но не использовавшемся в концертной практике с начала XIX века и только в XX веке начавшем новую жизнь. Вынужденный в 1930-е годы по идеологическим причинам отказаться от концертов на виоли д’амур, Борисовский вновь стал включать её в свои программы в 1950-е. Ему принадлежат несколько транскрипций для этого инструмента. Интерес к виоли д’амур унаследовали от него некоторые из учеников.
Записи Борисовского (не считая таковых в составе квартета) включают исполнения Концертной симфонии Диттерсдорфа, «Гарольда в Италии» Берлиоза , Сонаты Глинки, транскрипций для альта и виоли д’амур .
Помимо музыкального творчества Борисовский был автором многочисленных стихотворений, поэтических экспромтов, эпиграмм . В 2012 году было издано собрание его стихов «Зеркал волшебный круг». Ряд неопубликованных документов, связанных с именем музыканта, хранится в совместном архиве Борисовского и его супруги Александры Александровны (Долли) де Лазари (1904–2004) в Центральном государственном архиве Москвы.

## Комментарии
1. ↑  Подробней на странице  В. Н. Бостанжогло 
Запись о крещении Вадима, и выписка о передаче ему фамилии Борисовский